# Tomás Roldán de Palacio
Tomás Roldán de Palacio (Ciudad Rodrigo, 1831-Madrid, 1877) fue un abogado, político, periodista y funcionario español, diputado a Cortes durante el sexenio democrático. Representó a Salamanca en la firma del Pacto Federal Castellano.

## Biografía
Nacido en 1831 en la localidad salmantina de Ciudad Rodrigo, fue abogado y alto funcionario. En Madrid fue redactor de La Discusión y La Igualdad, además de director de El Popular. Roldán, que obtuvo escaño de diputado a Cortes en las elecciones de agosto de 1872 por el distrito correspondiente a su ciudad natal, desempeñó también el cargo de subsecretario de Ultramar, para el que fue nombrado el 30 de junio de 1873 —cuando era ministro Francisco Suñer y Capdevila— y que habría ocupado hasta el 7 de enero de 1874. Falleció el 21 de diciembre de 1877 en Madrid.